# Adriano Malori
Adriano Malori (Parma, Emília-Romanya, 28 de gener de 1988) és un ciclista italià, professional del 2010 al 2017. Va destacar com a contrarellotgista.
Com a ciclista amateur aconseguí nombrosos èxits, el més destacat dels quals fou el Campionat del món en contrarellotge sub-23 de 2008, celebrat a Varese.
Com a professional destaca les victòries al Campionat d'Itàlia de ciclisme en contrarellotge de 2011, 2014 i 2015, i una victòria d'etapa a la Volta a Espanya.
A començaments del 2016, durant la disputa del Tour de San Luis, va patir una forta caiguda juntament amb els seus companys d'equip. De resultes d'aquesta, va tenir un traumatisme crani-encefàlic i va ser induït al coma. Malgrat recuperar-se en part, el juliol del 2017 va anunciar la seva retirada del ciclisme.

## Palmarès
- 2006
  -  Campió d'Itàlia de contrarellotge junior
- 2007
  -  Campió d'Itàlia de contrarellotge sub-23
- 2008
  -  Campió del món de contrarellotge sub-23
  - Campió d'Europa en contrarellotge sub-23
  -  Campió d'Itàlia de contrarellotge sub-23
  - 1r al Gran Premi Fred Mengoni
  - 1r al Trofeu Ciutat Castelfidardo
  - 1r a la Chrono champenois
- 2009
  -  Medalla d'or en la prova de contrarellotge dels Jocs del Mediterrani
  - 1r a la Chrono champenois
- 2011
  -  Campió d'Itàlia de contrarellotge
  - Vencedor d'una etapa de la Setmana Internacional Coppi i Bartali
- 2013
  - Vencedor d'una etapa de la Setmana Internacional Coppi i Bartali
  - 1r a la Volta a Baviera i vencedor d'una etapa
- 2014
  -  Campió d'Itàlia de contrarellotge
  - Vencedor d'una etapa de la Tirrena-Adriàtica
  - Vencedor d'una etapa del Tour de San Luis
  - Vencedor d'una etapa a la Volta a Espanya
  - Vencedor d'una etapa de la Ruta del Sud
- 2015
  -  Campió d'Itàlia de contrarellotge
  -  Medalla de plata al Campionat del Món de contrarellotge
  - Vencedor d'una etapa a la Tirrena-Adriàtica
  - Vencedor d'una etapa del Tour de San Luis
  - Vencedor d'una etapa al Circuit de la Sarthe
  - Vencedor d'una etapa al Tour de Poitou-Charentes

### Resultats al Tour de França
- 2010. 170è de la classificació general. Fanalet vermell
- 2011. 91è de la classificació general
- 2013. Abandona (7a etapa)[4]
- 2015. 107è de la classificació general

### Resultats al Giro d'Itàlia
- 2012. 68è de la classificació general. Porta la maglia rosa durant 1 etapa
- 2014. 121è de la classificació general

### Resultats a la Volta a Espanya
- 2014. 114è de la classificació general i vencedor d'una etapa